# 私立广州法学院
广州法学院是1929年到1952年在广州短暂存在过的一所法学高等学校。

## 历史
广东公立法政专门学校成立的翌年，私立广州法政专门学校成立，校址在文德路，设法律科和政治科。
民国18年（1929年）8月扩大为私立广州法学院，改科为系。广州沦陷于日军后停办。
民国36年（1947年）复办仍在文德路, 增设社会学系。
1949年，中国人民解放军占领广州，学校为省市军管会接管。
1952年并入华南联合大学, 广州法学院终止存在。